# DRAIN AWAY
「DRAIN AWAY」（ドレイン・アウェイ）は、日本のバンドDIR EN GREYのメジャー14枚目のシングル。

## 概要
- 2003年最初のシングル。2002年冬のライブツアー「列島激震行脚2002 5 Ugly KINGDOM」では先行披露されていた。曲自体はそのツアーの前に形として存在していた。
- ボーカルのクレジットは「アントニー佐々木ポッタリー」になっている。
- この楽曲が出るタイミングで当時「AX TV」に出演しており、2002年の振り返りと2003年1月に行われた横浜アリーナ公演への意気込みなどを語っている。
- アルバム『VULGAR』収録の際には再録及びミックスが新しく施されている。

## 収録曲
1. DRAIN AWAY
（作詞:京　作曲:Die 編曲:Dir en grey） 
Dir en greyとしてはあまりないサビから始まる構成の楽曲。歌詞カードは隠されており、その代わりまったく関係のないエログロな歌詞が載っている。その歌詞が載っている部分を剥がすと本来の歌詞が出てくる。
2. DRAIN AWAY -NEO TOKYO TRANS-
（remixed by 薫)
オリジナルの一部の打ち込み部分を用いて、それをループさせながら新たに作り上げたリミックス。
3. 逆上堪能ケロイドミルク (plucking:Mr.NEWSMAN) -NEW JAP MIX-
（Remixed by 薫） 
アルバム『鬼葬』収録曲である「逆上堪能ケロイドミルク」に、ミニアルバム『six Ugly』収録の「Mr.NEWSMAN」のフレーズを用いたマッシュアップのような構成となっている。
4. JESSICA -wave mix-
(Remixed by Masahide Takuma)
打ち込みによるボサノヴァを主体としたリミックスになっている。